# Jankovice (Teplá)
Jankovice (németül Enkengrün) Teplá településrésze Csehországban a Karlovy Vary-i kerület Chebi járásában. Központi községétől 2 km-re nyugatra fekszik.

## Népessége
A 2001-es népszámlálási adatok szerint 15 lakóháza és 6 lakosa van.
2011-ben 5 házban 7 lakosa élt.